# 惊心动魄 (2003年电影)
《惊心动魄》是一部中国电影，由八一电影制片厂、中华人民共和国铁道部和电影频道节目中心联合摄制的，由星空传媒发行制作有限公司发行，于2003年出品，由涓子、刘之冰、李幼斌、沈慧芬联合主演；方力申友情客串，由王伽、沈东导演的。该片是一部悬疑、惊悚片。

## 拍摄过程
本电影拍摄于2003年6月16日，分A、B组和特技组正式开机。通过摄制组全体同志的努力，历时32天（实际拍摄30天、转场2天）完成拍摄任务。7月18日停机，7月19日进入后期制作，7月23日完成口型双片，7月31日完成和混合双片。影片摄制周期之短，在八一电影制片厂历史上前所未有。
本电影70%以上的内景戏都是在中华人民共和国铁道部提供的专列上拍摄完成的，还启用了直升飞机航拍。总后西仓库、北京西站、黄村火车站、密云白河铁路大桥等大场面的拍摄，使用群众演员600多人，警车、救护车多达30余辆。全片采用同期声录音，并利用现代高科技手段制作了长达13分钟的特技画面，声画效果逼真。值得一提的是，本片90分钟的长度容纳了1353个镜头，足见节奏之快！